# Home (N.EX.T의 음반)
《Home》은 대한민국의 록 밴드 N.EX.T의 데뷔 음반이다. 1991년까지 솔로 앨범을 두 장 발표했던 신해철과 그의 라이브에서 세션으로 연주를 하기도 했던 기타리스트 정기송, 무한궤도 시절 같이 잠시 활동한 이동규가 모여 넥스트를 결성했고, 전자 드럼과 신시사이저를 적극 활용한 팝 장르 형태의 곡 들을 선보였다. 이는 후에 팀이 전형적인 록 밴드로 멤버를 갖춰 체질을 바꾼 후 발표하는 작품들과는 음악적으로 차이가 있다.
또한 이 당시 서태지와 아이들이 TV에서 폭발적인 인기를 끌고 있을 때, 넥스트는 TV 출연을 하지 않고도 그에 나름대로 견줄만한 인기를 가지게 된 역할을 한 음반이라고 할 수 있다. 타이틀이었던 수록곡 〈도시인〉은 소외된 도시인의 삶을 잘 고발하는 주제의식을 반영하였다.

## 평론글
앨범의 부클릿 속에는 두 가지 평론글이 적혀있다.
- 〈고독한 전위정신 - 한국 누벨바그 음악의 기수, 신해철〉- 영화감독 유하
- 〈한국 대중음악의 혁명 N.EX.T 출현〉- 팝 칼럼니스트 이영주

## 수록곡
| #             | 제목                                                             | 작사          | 작곡          | 재생 시간 |
| ------------- | ---------------------------------------------------------------- | ------------- | ------------- | --------- |
| 1.            | 인형의 기사 Part I (The Knight of A Doll Part I)                 |               | 신해철        | 2:40      |
| 2.            | 인형의 기사 Part II (The Knight of A Doll Part II)               | 신해철        | 신해철        | 4:31      |
| 3.            | 도시인 (The Citizens)                                            | 신해철        | 신해철        | 4:29      |
| 4.            | Turn Off The T.V.                                                | 신해철        | 신해철        | 4:14      |
| 5.            | 외로움의 거리 (The Street of Loneliness)                         | 신해철        | 신해철        | 4:08      |
| 6.            | 증조 할머니의 무덤가에서 (instrumental, At The Grave of Grandma) |               | 신해철        | 1:56      |
| 7.            | 아버지와 나 PART I (Father and I PART I)                         | 신해철        | 신해철        | 7:49      |
| 8.            | 집으로 가는 길 (The Way to Home)                                 | 신해철        | 정기송        | 3:24      |
| 9.            | 아버지와 나 PART II (instrumental, Father and I PART II)         |               | 신해철        | 3:14      |
| 10.           | 영원히 (Forever)                                                 | 신해철        | 신해철        | 4:35      |
| 총 재생 시간: | 총 재생 시간:                                                    | 총 재생 시간: | 총 재생 시간: | 41:00     |

## 참여
이 목록은 해당 앨범의 부클릿 〈staff〉목록에서 발췌하였다.
N.EX.T
- 신해철 - 프로듀서, 믹싱, 보컬, 키보드, 피아노, 신시사이저, 특수효과(※백 보컬 포함)
- 정기송 - 어쿠스틱 기타(8), 전기 기타, 프로듀서(※백 보컬도 같이 포함)
- 이동규 - 전자 드럼, 팀파니, 보컬, 프로듀서(※백 보컬 포함)

스탭
- 성지훈 - 공동 프로듀서, 랩, 백 보컬
- 박관우, 박진원, 강세종 - 랩, 백 보컬
- 최세영 - 기술, 믹싱
  - 최윤석, 박동일, 엄현우, 김원진, 고희정 - 보조
- 안성진, 김곤수, 조진만 - 사진
- 정해찬 - 일러스트
- JAM - 아트 디렉터
- 박관우 - 스타일리스트
- 유재학 - 매니지먼트